# Mononychellus flabellosetus
Mononychellus flabellosetus är en spindeldjursart som först beskrevs av Johann Georg Beer och Lang 1958.  Mononychellus flabellosetus ingår i släktet Mononychellus och familjen Tetranychidae. Inga underarter finns listade i Catalogue of Life.